# Rossella Ratto
Rossella Ratto (Moncalieri, 20 ottobre 1993) è una ciclista su strada italiana che ha corso tra le Elite dal 2012 al 2021. Nel 2013 ha vinto la medaglia di bronzo in linea ai campionati del mondo di Firenze.
È sorella dei ciclisti professionisti Daniele Ratto e (da parte di madre) Enrico Peruffo.

## Carriera

### Gli esordi e le stagioni tra le Juniores

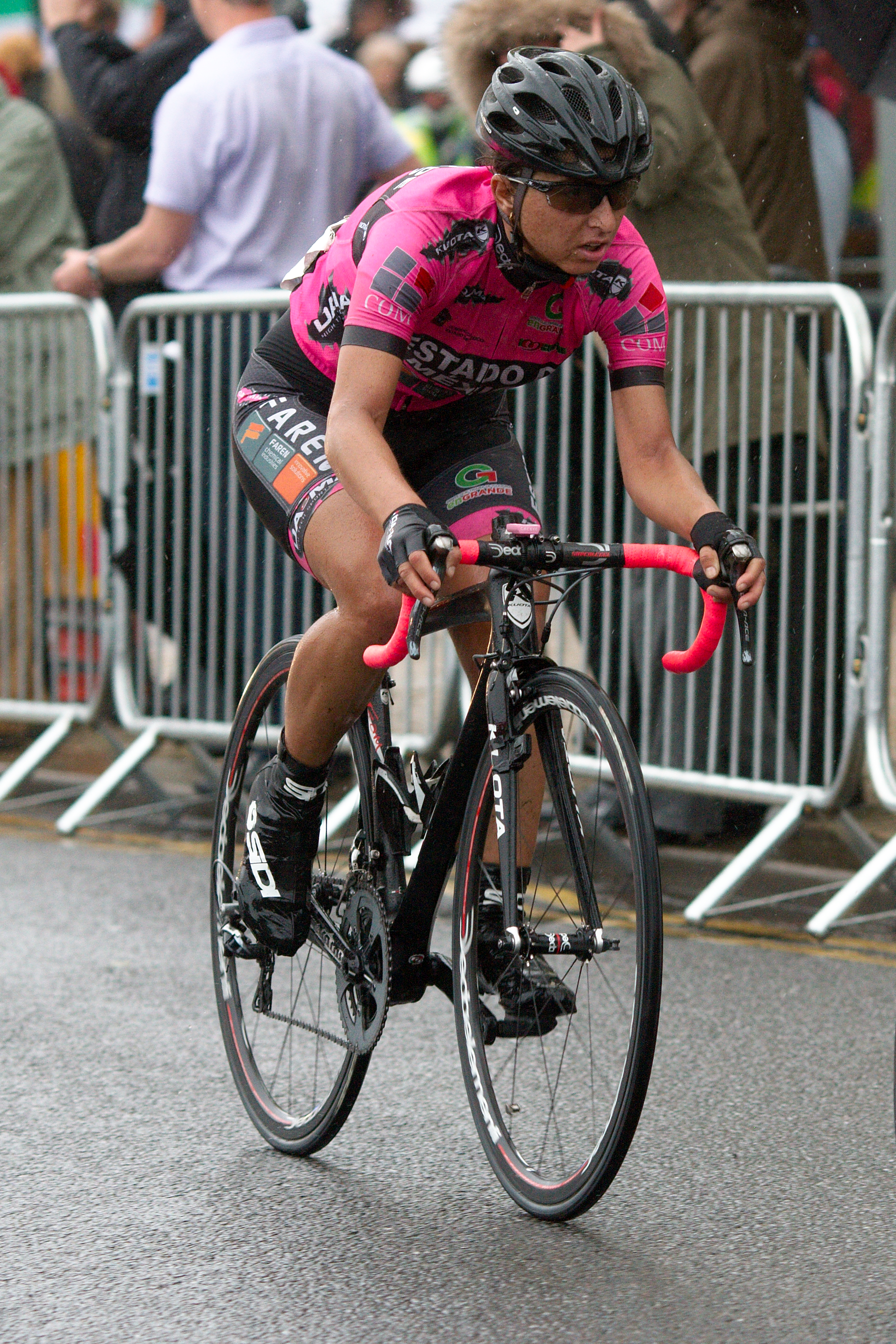
Ratto Rossella, 2014 Aviva womens Tour

Nata in Piemonte ma cresciuta a Colzate, in Val Seriana, tra il 2006 e il 2007 gareggia nella categoria Esordienti con la Dielle Ceramiche di Verdello, ottenendo una ventina di successi. Nel 2008, nella stagione del debutto tra le Allieve con l'ASD Pedale Senaghese di Senago, coglie il secondo posto nella prova a cronometro ai campionati italiani di Montichiari. Si migliora l'anno dopo, quando si aggiudica il titolo nazionale nella medesima specialità e categoria ai campionati tricolori di Imola. Nello stesso anno vince anche la prestigiosa Coppa Rosa.
Nel 2010 passa nella categoria Juniores con il team Carmiooro-NGC di Cassina Rizzardi, vincendo dieci gare, tra cui il Gran Premio Liberazione a Crema (gara internazionale) e il Gran Premio di San Secondo Parmense; si classifica inoltre terza a cronometro e in linea ai campionati italiani in Veneto, ottava a cronometro e terza in linea ai campionati europei di Ankara, nonché seconda in linea ai campionati del mondo di Offida, battuta in volata dalla francese Pauline Ferrand-Prévot. Nel 2011, sempre tra le Juniores, si trasferisce alla Giusfredi Ciclismo-Verinlegno-Fabiani di Vangile, in Toscana. Durante l'anno ottiene otto successi, laureandosi campionessa italiana a cronometro e campionessa europea di categoria sia in linea che a cronometro; in stagione è anche quinta nella prova a cronometro Juniores ai campionati del mondo di Copenaghen.

### 2012-2013: il debutto da Elite e il bronzo mondiale
Nel 2012 debutta tra le Elite sempre con il team Giusfredi, che sponsorizzato Verinlegno-Fabiani fa anch'esso il suo esordio nella categoria UCI. Durante l'anno non ottiene vittorie, mette comunque a referto numerosi piazzamenti – terza nella Muri Fermani, settima (e miglior giovane) nella classifica generale del Giro della Toscana, seconda nel Memorial Cesare Del Cancia – e si classifica quattordicesima, terza miglior giovane, al Giro d'Italia. Nel finale di stagione viene inoltre convocata in Nazionale per la prova in linea Elite dei campionati del mondo di Valkenburg: in quella prova, pur risultando la più giovane in gara, riesce a ottenere il sesto posto finale.
Per la stagione 2013 si trasferisce tra le file della Hitec Products UCK, formazione norvegese, raggiungendo la connazionale Elisa Longo Borghini. Apre la stagione con l'ottavo posto al Trofeo Alfredo Binda-Comune di Cittiglio, prova di Coppa del mondo, si piazza poi quarta a cronometro e terza in linea ai campionati italiani in Trentino; in luglio è invece dodicesima nella classifica finale del Giro d'Italia, e quindi seconda a cronometro e quarta in linea (categoria Under-23) ai campionati europei in Repubblica Ceca. In agosto si piazza ottava all'Open de Suède Vargarda e decima al Grand Prix de Plouay, entrambe gare di Coppa del mondo, mentre in settembre va vicina al successo di tappa sia al Tour de l'Ardèche che al Giro della Toscana. Partecipa quindi ai campionati del mondo di Firenze. Dopo aver concluso al diciassettesimo posto la prova a cronometro, riesce a restare con le migliori e infine a chiudere al terzo posto la gara in linea, preceduta soltanto da Marianne Vos ed Emma Johansson. Coglie così l'unica medaglia italiana nella rassegna iridata toscana.

### Dal 2014: le prime vittorie
Per il 2014 viene ingaggiata dall'Estado de México-Faren, squadra italo-messicana diretta da Walter Ricci Petitoni. In maggio ottiene la prima vittoria da Elite, vincendo la seconda tappa del Women's Tour nel Regno Unito – conclude la gara al terzo posto della generale, miglior giovane. Tra giugno e luglio ottiene altri buoni risultati: conclude quarta alla Auensteiner-Radsporttage, facendo sue le classifiche delle scalatrici e delle giovani, quarta sia a cronometro che in linea ai campionati italiani Elite, terza al Giro del Trentino, ottava a cronometro e decima in linea (gare Under-23) ai campionati europei in Svizzera. Tra agosto e settembre è invece quarta al Tour of Norway, al Grand Prix de Plouay-Bretagne (valido per la Coppa del mondo) e al Tour de l'Ardèche. Dopo aver partecipato ai campionati del mondo di Ponferrada, in ottobre ottiene il secondo successo da Elite, vincendo in solitaria sul San Luca il Giro dell'Emilia Internazionale.
A fine 2014 lascia il team Estado de México per vestire la maglia della Inpa Sottoli Giusfredi, nuova formazione UCI con sede a Vangile avente come team manager sua madre, Monica Lo Verso. In stagione non ottiene vittorie: si classifica comunque quinta nella prova in linea dei Giochi europei di Baku, quarta ai campionati nazionali a cronometro e terza, oltre che miglior giovane, al Tour de l'Ardèche; partecipa infine anche ai campionati del mondo di Richmond. Al termine della stagione lascia la Inpa Sottoli per vestire la divisa del neonato team statunitense Cylance Pro Cycling, andando ad affiancare le connazionali Rachele Barbieri e Valentina Scandolara.

## Palmarès
- 2010 (Juniores, Carmiooro-NGC-US Cassina Rizzardi, dieci vittorie)

Trofeo Coltivatori Sancarlesi Juniores
Trofeo Segheria Rosa Juniores
Gran Premio Liberazione
Gran Premio Val Leogra - Trofeo Vallortigara
Bracciale del Cronoman - Romanengo (Campionato lombardo a cronometro)
Gran Premio Femminile di Tribano
Trofeo Biemme Reti
Trofeo Comune di Sarnonico
Bracciale del Cronoman - Levico Terme
Trofeo Comune di San Secondo Parmense
- 2011 (Juniores, ASD Giusfredi Ciclismo-Verinlegno-Fabiani, otto vittorie)

Woman's Bike Race
Trofeo Panificio Luciani
Trofeo G.S. Progetti Scorta - Cronometro Individuale
Trofeo Verinlegno
Campionati italiani, Prova a cronometro Juniores
Campionati europei, Prova a cronometro Juniores
Campionati europei, Prova in linea Juniores
Trofeo Comune di Massa e Cozzile
- 2014 (Estado de México-Faren, due vittorie)

2ª tappa The Women's Tour (Hinckley > Bedford)
Giro dell'Emilia
- 2016 (Cylance Pro Cycling, una vittoria)

Winston Salem Cycling Classic

### Altri successi
- 2012 ( Verinlegno-Fabiani)

Classifica giovani Giro della Toscana
- 2013 (Hitec Products UCK)

Classifica scalatrici Giro del Trentino-Alto Adige/Südtirol
- 2014 (Estado de México-Faren)

Classifica giovani The Women's Tour
Classifica scalatrici Auensteiner-Radsporttage
Classifica giovani Auensteiner-Radsporttage
Classifica giovani Tour de l'Ardèche
Classifica scalatrici Tour de l'Ardèche
Classifica combinata Tour de l'Ardèche
- 2015 (Inpa Sottoli Giusfredi)

Classifica giovani Tour de l'Ardèche

## Piazzamenti

### Grandi Giri
- Giro Rosa

2012: 14ª
2013: 12ª
2015: non partita (8ª tappa)
2016: non partita (5ª tappa)
2017: 43ª
2018: 34ª
2019: 83ª

### Competizioni mondiali
- Campionati del mondo

Offida 2010 - In linea Juniores: 2ª
Copenaghen 2011 - Cronometro Juniores: 5ª
Copenaghen 2011 - In linea Juniores: 11ª
Limburgo 2012 - Cronometro Elite: 28ª
Limburgo 2012 - In linea Elite: 6ª
Toscana 2013 - Cronosquadre: 13ª
Toscana 2013 - Cronometro Elite: 17ª
Toscana 2013 - In linea Elite: 3ª
Ponferrada 2014 - Cronometro Elite: 22ª
Ponferrada 2014 - In linea Elite: 13ª
Richmond 2015 - In linea Elite: 54ª
Bergen 2017 - In linea Elite: 47ª

## Riconoscimenti
- Oscar TuttoBici Donne Esordienti 2006, 2007
- Oscar TuttoBici Donne Allieve 2008
- Oscar TuttoBici Donne Juniores 2010, 2011